# Ряд підгруп
У математиці ряд підгру́п — це ланцюжок підгруп вигляду {\displaystyle \{1\}=G_{0}\subseteq G_{1}\subseteq \cdots \subseteq G_{n}=G}. Ряди підгруп можуть спростити вивчення групи {\displaystyle \displaystyle G}, зводячи його до вивчення підгруп цієї групи та до вивчення взаємозв'язків між ними. Ряди підгруп можуть формувати важливі інваріанти даної групи {\displaystyle \displaystyle G}.

## Визначення

### Нормальний ряд, субнормальний ряд
Субнорма́льний ряд (називають також субнорма́льною вежею, субінваріа́нтним ря́дом, субнорма́льною матрьошкою або просто рядом) групи {\displaystyle \displaystyle G} — це послідовність підгруп
{\displaystyle \{1\}=G_{0}\subseteq G_{1}\subseteq \cdots \subseteq G_{n}=G,}
кожна з яких є нормальною підгрупою в більшій підгрупі, що йде безпосередньо за нею, тобто {\displaystyle \displaystyle G_{i}\triangleleft G_{i+1}}. Якщо, крім того, кожна з підгруп {\displaystyle G_{i}} нормальна в групі {\displaystyle \displaystyle G}, то ряд називають нормальним.
Фактор-групи {\displaystyle G_{i+1}/G_{i}} називають фактор-групами ряду.

### Довжина ряду
Ряд із додатковою властивістю {\displaystyle \displaystyle G_{i}\neq G_{i+1}} для всіх {\displaystyle \displaystyle i} називають рядом без повторів. Довжина ряду — це кількість власних включень {\displaystyle \displaystyle G_{i}\varsubsetneq G_{i+1}}. Якщо ряд не має повторів, то його довжина дорівнює {\displaystyle \displaystyle n}.
Довжина субнормального ряду — це число нетривіальних фактор-груп ряду. Кожна нетривіальна група має субнормальний ряд довжини 1, а саме ряд {\displaystyle \{1\}=G_{0}\varsubsetneq G_{1}=G}. Кожна власна нормальна підгрупа визначає субнормальний ряд довжини 2. Для простих груп тривіальний ряд довжини 1 є єдиним можливим субнормальним рядом.

### Висхідні та низхідні ряди
Ряди підгруп можуть бути записані у висхідному порядку
{\displaystyle \{1\}=G_{0}\subseteq G_{1}\subseteq \cdots \subseteq G_{n}=G,}
або в низхідному порядку
{\displaystyle G=G_{0}\supseteq G_{1}\cdots \supseteq G_{n}=\{1\}.}
Для скінченного ряду несуттєво, в якій формі він записаний — як висхідний чи як низхідний ряд. Однак для нескінченного ряду вже є відмінність: висхідний ряд {\displaystyle \{1\}=G_{0}\subseteq G_{1}\subseteq \cdots \subseteq G,} має найменший елемент, безпосередньо наступний за ним елемент, потім наступний, і так далі, але може не мати максимального елемента, відмінного від {\displaystyle \displaystyle G}. Низхідний ряд {\displaystyle G=G_{0}\supseteq G_{1}\supseteq \cdots \supseteq \{1\}} навпаки, має найбільший елемент, але може не мати найменшого елемента, відмінного від {\displaystyle \displaystyle \{1\}}.

### Нетерівські та артінові групи
Група, яка задовольняє умові обриву зростальних ланцюгів, називають нетерівською. Ця умова означає, що для такої групи не існує нескінченного ланцюжка підгруп, який зростає щодо відношення включення. Відповідно, групу, що задовольняє умові обриву спадних ланцюгів, називають артіновою; ця термінологія аналогічна виділенню артінових та нетерівських кілець.
Група може бути нетерівською і не бути артіновою, приклад — адитивна група цілих чисел. На відміну від кілець, група може бути артіновою і не бути нетерівською, приклад — група Прюфера.
Фактор-групи та підгрупи нетерівських груп є нетерівськими. Більш того, розширення нетерівської групи за допомогою нетерівської групи є нетерівською групою (це означає, що якщо дана група має нетерівську нормальну підгрупу, факторгрупа за якою нетерівська, то й сама ця група нетерівська). Для артінових груп правильні аналогічні твердження.
Умова нетерівськості групи еквівалентна також умові, що будь-яка підгрупа цієї групи є скінченнопородженою.

### Нескінченні та трансфінітні ряди
Нескінченні ряди підгруп визначають у природний спосіб: у цьому випадку потрібно зафіксувати деяку нескінченну лінійно впорядковану індексну множину. Висхідний ряд {\displaystyle \{1\}=G_{0}\subseteq G_{1}\subseteq \cdots \subseteq G}, Для якого індексна множина — множина натуральних чисел, часто називають просто нескінченним висхідним рядом. Якщо підгрупи ряду занумеровано порядковими числами, то виходить трансфінітний ряд наприклад, ряд
{\displaystyle \{1\}=G_{0}\subseteq G_{1}\subseteq \cdots \subseteq G_{\omega }\subseteq G_{\omega +1}=G.}
Якщо задано рекурсивну формулу елементів ряду, можна визначати трансфинитный ряд за допомогою трансфінітної рекурсії. При цьому на граничних порядкових числах елементи висхідного трансфінітного ряду задають формулою
{\displaystyle G_{\lambda }=\bigcup _{\alpha <\lambda }G_{\alpha },}
а елементи низхідного трансфінітного ряду — формулою
{\displaystyle G_{\lambda }=\bigcap _{\alpha <\lambda }G_{\alpha }.}
Інші лінійно впорядковані множини рідко виникають як індексувальні множини в рядах підгруп. Наприклад, можна розглянути двосторонньо-нескінченний ряд підгруп, індексований цілими числами:
{\displaystyle \{1\}\subseteq \cdots \subseteq G_{-1}\subseteq G_{0}\subseteq G_{1}\subseteq \cdots \subseteq G.}

## Порівняння рядів
Ущільнення ряду підгруп — це інший ряд підгруп, що містить кожен елемент початкового ряду. Поняття ущільнення задає частковий порядок на множині рядів підгруп заданої групи, ряди підгруп утворюють ґратку відносно такого впорядкування, а субнормальні та нормальні ряди утворюють підґратки цієї ґратки. Особливий інтерес становлять у певному сенсі максимальні ряди без повторів.
Два субнормальні ряди називаються еквівалентними або ізоморфними, якщо є бієктивне відображення, що пов'язує множини їхніх фактор-груп, таке, що відповідні фактор-групи ізоморфні.

## Максимальні ряди
Композиційний ряд — це максимальний субнормальний ряд.
У класі скінченних субнормальних рядів максимальність означає, що кожна фактор-група {\displaystyle \displaystyle G_{i+1}/G_{i}} проста, тобто скінченний композиційний ряд — це скінченний субнормальний ряд із простими фактор-групами {\displaystyle \displaystyle G_{i+1}/G_{i}}.
У класі висхідних трансфінітних субнормальних рядів максимальність пов'язана з поняттям трансфінітної надпростоти[неавторитетне джерело] (hypertranssimplicity).
Групу {\displaystyle \displaystyle G} називають трансфінітно надпростою[джерело?], якщо вона не має висхідних субнормальних рядів без повторів (скінченних або трансфінітних), відмінних від тривіального ряду {\displaystyle \{1\}=G_{0}\varsubsetneq G_{1}=G}.
Висхідний трансфінітний субнормальний ряд є композиційним рядом, якщо всі його фактор-групи {\displaystyle \displaystyle G_{i+1}/G_{i}} трансфінітно надпрості.

## Відкриті проблеми
1. Будь-яка трансфінітна надпроста група є простою. Тобто клас трансфінітно надпростих груп складає підклас у класі простих груп. Залишається відкритим питання про збіг або розбіжність цих класів. Потрібно побудувати приклад простої групи, яка є трансфінітно надпростою, або довести, що таких груп немає.